# Румен Порожанов
Румен Андонов Порожанов е български политик, министър на финансите от 6 август до 7 ноември 2014 г. и министър на земеделието, храните и горите от 4 май 2017-а до 15 май 2019 г.

## Биография
Роден е на 17 август 1964 година в Разлог. През 1990 г. завършва в УНСС „Икономика и управление на селското стопанство“. Допълнително е завършил две магистратури „Аграрен бизнес, икономика и мениджмънт“ и „Отбранителна индустрия, икономика и мениджмънт“ пак в УНСС. Специализирал е публични финанси, публично управление и структурни реформи в Обединения виенски институт, Австрия, и в САЩ. Между 1992 и 2009 г. работи в Министерството на финансите в отдел „Финансиране на специални дейности“, като началник на отдел „Финанси, земеделие, търговия и услуги“ и директор „Финанси на реалния сектор“. От 2009 до 2011 г. е началник на кабинета на министъра на финансите. В периода март 2011 – август 2013 г. е изпълнителен директор на Държавен фонд „Земеделие“. От 6 август до 7 ноември 2014 г. е министър на финансите в служебното правителство на Георги Близнашки. На 27 ноември 2014 г. Управителният съвет на ДФ „Земеделие“ отново избира Румен Порожанов за изпълнителен директор на институцията.
На 14 май 2019 г. Румен Порожанов подава оставка като министър на земеделието, храните и горите.